# Bơi nghệ thuật tại Đại hội Thể thao châu Á 2010
Bơi nghệ thuật tại Đại hội Thể thao châu Á 2010 được tổ chức tại Trung tâm thể thao dưới nước Phật Sơn, Phật Sơn, Trung Quốc từ ngày 19 đến ngày 21 tháng 11 năm 2010. Chỉ có các nội dung thi đấu dành cho nữ được tổ chức trong giải đấu. Trung Quốc thống trị giải đấu khi giành cả ba huy chương vàng trước Nhật Bản với ba huy chương bạc.

## Lịch thi đấu
| T | Technical routine | F | Free routine |

| ND↓/Ngày →  | Thứ 6 19/11 | Thứ 6 19/11 | Thứ 7 20/11 | Thứ 7 20/11 | CN 21/11 |
| ----------- | ----------- | ----------- | ----------- | ----------- | -------- |
| Đôi nữ      | T           | F           |             |             |          |
| Đồng đội nữ |             |             | T           | F           |          |
| Hỗn hợp nữ  |             |             |             |             | F        |

## Quốc gia tham dự
Tổng cộng 69 vận động viên từ 9 quốc gia tranh tài ở bộ môn bơi nghệ thuật tại Đại hội Thể thao châu Á 2010:
- Trung Quốc (12)
- Nhật Bản (10)
- Kazakhstan (10)
- Ma Cao (12)
- Malaysia (3)
- CHDCND Triều Tiên (8)
- Hàn Quốc (2)
- Sri Lanka (2)
- Thái Lan (10)

## Danh sách huy chương
| Nội dung           | Vàng | Bạc | Đồng |
| ------------------ | --- | --- | --- |
| Biểu diễn đôi      | Trung Quốc · Jiang Tingting · Jiang Wenwen | Nhật Bản · Yukiko Inui · Chisa Kobayashi | Hàn Quốc · Park Hyun-ha · Park Hyun-sun |
| Biểu diễn đồng đội | Trung Quốc · Chang Si · Chen Xiaojun · Huang Xuechen · Jiang Tingting · Jiang Wenwen · Liu Ou · Luo Xi · Sun Wenyan · Wu Yiwen · Yu Lele                         | Nhật Bản · Yumi Adachi · Miho Arai · Aika Hakoyama · Yukiko Inui · Mayo Itoyama · Chisa Kobayashi · Mai Nakamura · Misa Sugiyama · Yui Ueminami · Kurumi Yoshida | CHDCND Triều Tiên · Jang Hyang-mi · Kim Jin-gyong · Kim Jong-hui · Kim Ok-gyong · Kim Su-hyang · Kim Yong-mi · So Un-byol · Wang Ok-gyong                                                                      |
| Hỗn hợp            | Trung Quốc · Chang Si · Chen Xiaojun · Fan Jiachen · Huang Xuechen · Jiang Tingting · Jiang Wenwen · Liu Ou · Luo Xi · Shi Xin · Sun Wenyan · Wu Yiwen · Yu Lele | Nhật Bản · Yumi Adachi · Miho Arai · Aika Hakoyama · Yukiko Inui · Mayo Itoyama · Chisa Kobayashi · Mai Nakamura · Misa Sugiyama · Yui Ueminami · Kurumi Yoshida | Kazakhstan · Aigerim Anarbayeva · Aigerim Issayeva · Ainur Kerey · Tatyana Kukharskaya · Anna Kulkina · Aisulu Nauryzbayeva · Alexandra Nemich · Yekaterina Nemich · Amina Yermakhanova · Aigerim Zhexembinova |

## Bảng tổng sắp huy chương
| Hạng               | Đoàn                    | Vàng | Bạc | Đồng | Tổng số |
| ------------------ | ----------------------- | ---- | --- | ---- | ------- |
| 1                  | Trung Quốc (CHN)        | 3    | 0   | 0    | 3       |
| 2                  | Nhật Bản (JPN)          | 0    | 3   | 0    | 3       |
| 3                  | CHDCND Triều Tiên (PRK) | 0    | 0   | 1    | 1       |
| 3                  | Hàn Quốc (KOR)          | 0    | 0   | 1    | 1       |
| 3                  | Kazakhstan (KAZ)        | 0    | 0   | 1    | 1       |
| Tổng số (5 đơn vị) | Tổng số (5 đơn vị)      | 3    | 3   | 3    | 9       |